# 윌리엄 오트레드

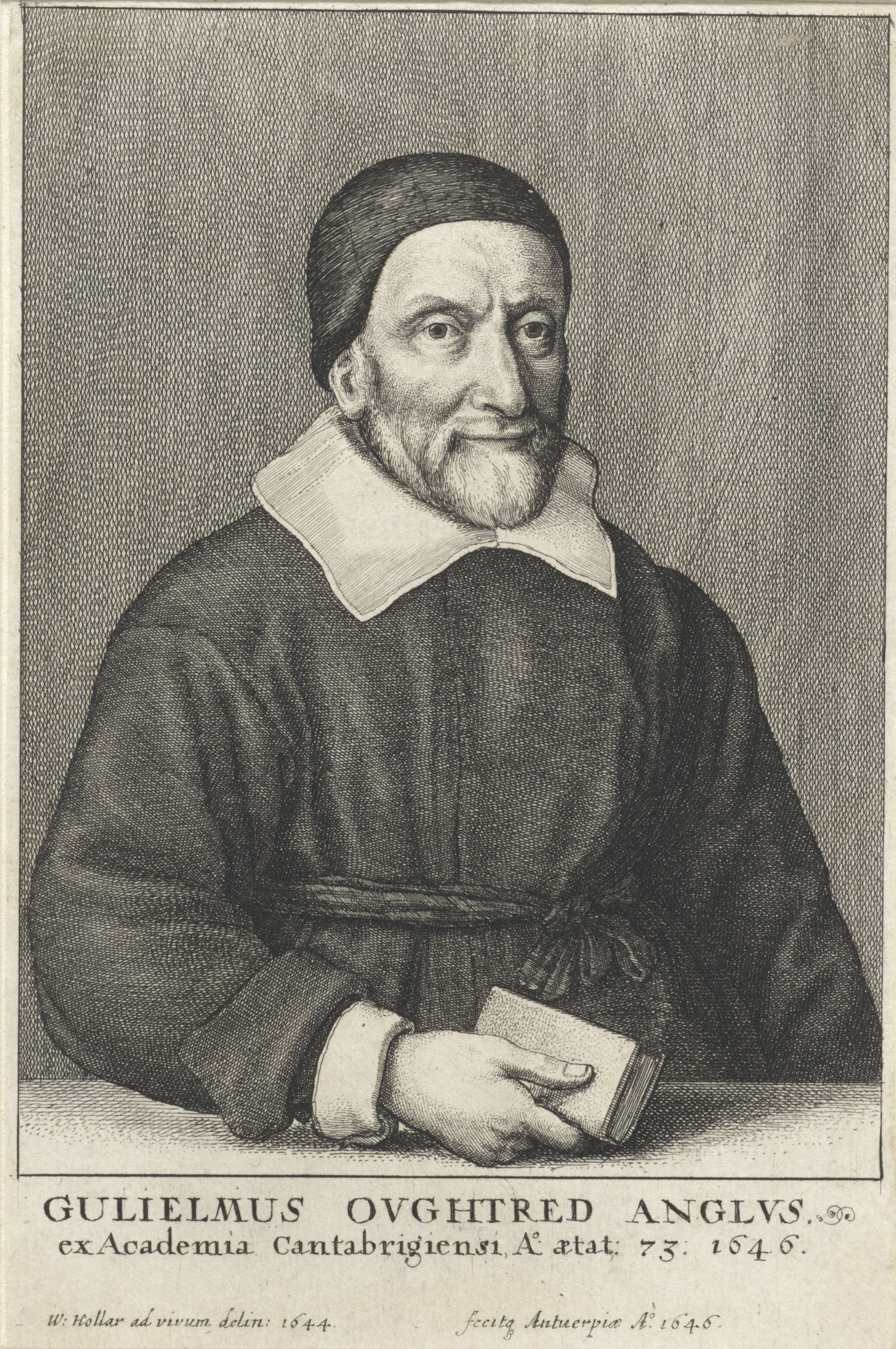
윌리엄 오트레드

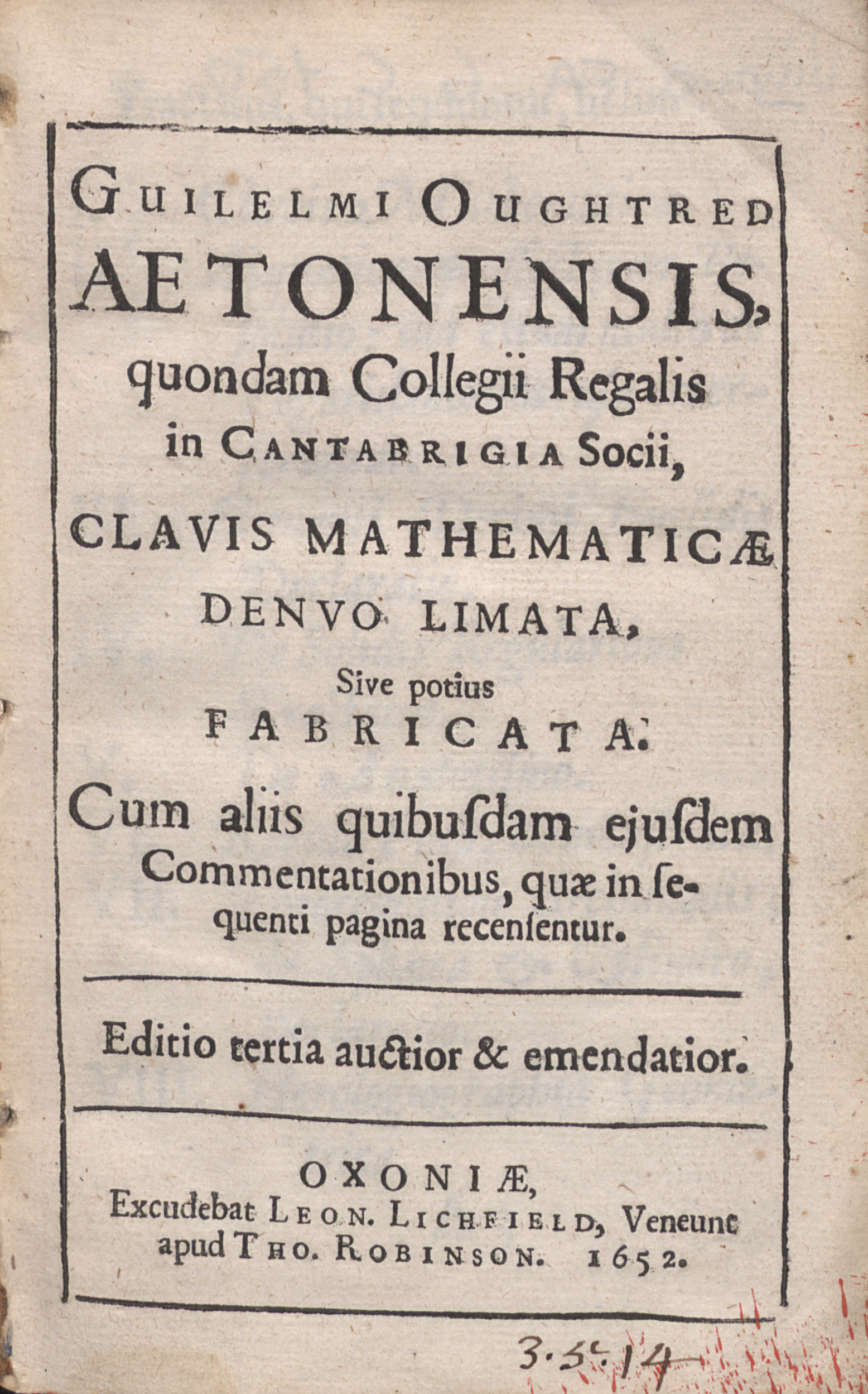
Clavis mathematicae, 1652

윌리엄 오트레드(William Oughtred)는 영국의 수학자이다. 그의 저서 《수학의 열쇠》(1631)에서 산술과 대수를 논하여 영국의 수학계에 크게 공헌하였다. 수학기호의 ∼, 곱셈의 ×는 이 책에서 처음 사용되었다. 그리고 1660년에 세상을 떠났다.

## 본문
수학 교수는 아니였으나 그의 저서 《수학의 열쇠 Clavis Mathematicae》(1631)에서 산술과 대수를 논하여 영국의 수학계에 크게 공헌하였다. 이 책은 수학기호의 역사상 중요한 것이며, 17세기 말경까지 널리 사용되었다. 수학기호의 ∼, 곱셈의 ×는 이 책에서 처음 사용되었다. 스위스의 뷔르기 방법을 개량한 생략 곱셈(오트레드 방법)을 안출했고, 또 계산자의 발명자로도 알려져 있다. 1657년의 《삼각법 Trigonometry》에서는 평면 및 구면(球面) 삼각법을 다루었고 sin, tan, sec의 기호를 사용하였다.